# Zak Penn
Zak Penn (Nueva York, 23 de marzo de 1968) es un guionista y cineasta estadounidense, reconocido por escribir y dirigir el mocumental Incident at Loch Ness y el especial de comedia The Grand, por coescribir los guiones para los largometrajes X-Men 2, X-Men: The Last Stand y por crear la historia del filme The Avengers de 2012.

## Biografía
Penn ha participado en la escritura de películas como Last Action Hero, Inspector Gadget, X-Men 2, X-Men: The Last Stand y Elektra. Escribió además los primeros borradores de Hulk, The Incredible Hulk, The Avengers y The Matrix 4.
En julio de 2012, Avatar Press publicó el primer número del cómic de Penn, Hero Worship. La serie de seis números está coescrita con el guionista de Star Wars: The Clone Wars Scott Murphy y dibujada por Michael DiPascale. Relata las aventuras de un peculiar superhéroe llamado Zenith.

## Filmografía

### Cine
| Año  | Título                         | Rol      | Rol      |
| Año  | Título                         | Director | Escritor |
| ---- | ------------------------------ | -------- | -------- |
| 1993 | Last Action Hero               | No       | Historia |
| 1994 | PCU                            | No       | Sí       |
| 1997 | Men in Black                   | No       | Sí       |
| 1998 | Antz                           | No       | Sí       |
| 1999 | Inspector Gadget               | No       | Sí       |
| 2000 | Charlie's Angels               | No       | Sí       |
| 2000 | Nutty Professor II: The Klumps | No       | Sí       |
| 2001 | Behind Enemy Lines             | No       | Sí       |
| 2003 | X2                             | No       | Historia |
| 2004 | Incident at Loch Ness          | Sí       | Sí       |
| 2004 | Suspect Zero                   | No       | Sí       |
| 2005 | Elektra                        | No       | Sí       |
| 2006 | X-Men: The Last Stand          | No       | Sí       |
| 2007 | The Grand                      | Sí       | Sí       |
| 2008 | The Incredible Hulk            | No       | Sí       |
| 2012 | The Avengers                   | No       | Historia |
| 2014 | Atari: Game Over               | Sí       | No       |
| 2018 | Ready Player One               | No       | Sí       |
| 2020 | Free Guy                       | No       | Sí       |
| 2021 | The Suicide Squad              | No       | Sí       |
| 2021 | ROM: Spaceknight               | No       | Sí       |
| 2021 | The Matrix 4                   | No       | Sí       |

### Televisión
| Año  | Título | Rol      | Rol      | Rol                | Notas                    |
| Año  | Título | Director | Escritor | Creador/Showrunner | Notas                    |
| ---- | ------ | -------- | -------- | ------------------ | ------------------------ |
| 2011 | Alphas | No       | No       | Sí                 | junto con Michael Karnow |